# DBC Pierre

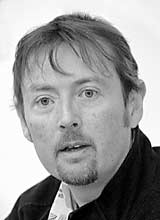
DBC Pierre (2004)

DBC Pierre ist das Pseudonym des australischen Schriftstellers Peter Warren Finlay (* 1961 in Old Reynella, South Australia, Australien).
Die Annahme dieses Pseudonyms soll die Ernsthaftigkeit ausdrücken, mit der Finlay seine neuen Aufgaben als Schriftsteller wahrnehmen will. DBC Pierre steht für Dirty But Clean Peter, was für den Wandel seines Lebens stehen soll, denn während seines Lebens ist es Finlay gelungen‚ von seinem Nachbar in Mexiko-Stadt angeschossen zu werden, Schulden in Höhe von 100.000 Dollar anzuhäufen, drogen- und spielsüchtig zu werden und eine Reihe Frauen zu hintergehen‘ (Klappentext zu „Jesus von Texas“).

## Ehrungen
- 2003 Booker Prize für Vernon God Little.

## Werke (Auswahl)
Romane
- Vernon God Little. 2003.
  - Deutsch: Jesus von Texas. Aufbau Verlag, Berlin 2004, ISBN 978-3-351-02996-8 (übersetzt von Karsten Kredel).
- Ludmila's Broken English. 2006.
  - Deutsch: Bunny und Blair. Aufbau Verlag, Berlin 2007, ISBN 978-3-351-03096-4 (übersetzt von Henning Ahrens).
- Lights out in Wonderland. 2010.
  - Deutsch: Das Buch Gabriel. Eichborn Verlag, Frankfurt am Main 2011, ISBN 978-3-8218-6152-4 (übersetzt von Kirsten Riesselmann).
  - Deutsch: Licht aus im Wunderland. Aufbau Verlag, Berlin 2013, ISBN 978-3-7466-2935-3 (Taschenbuchausgabe)
- Breakfast with the Borgias.
  - Deutsch: Frühstück mit den Borgias. Blumenbar Verlag, Berlin 2016, ISBN 978-3-351-05026-9 (übersetzt von Max Stadler).

Kurzgeschichten
- Suddenly Dr. Cox. In: Alexander McCall Smith (Hrsg.): Ox-Tales, Band 2: Air. Profile Publ., London 2009, ISBN 978-1-846-68261-2, Seiten 41–60 (initiiert von der Organisation Oxfam)